# Porte de Paris (Moulins)
Pour l’article homonyme, voir Porte de Paris.
La porte de Paris est une porte de ville à Moulins, dans le département de l'Allier (région Auvergne-Rhône-Alpes), constituée de deux colonnes monumentales carrées en pierre érigées de part et d'autre de la rue de Paris dans la seconde moitié du XVIIIe siècle pour marquer symboliquement ce qui était à l'époque l'entrée de la ville. Elle est inscrite aux monuments historiques depuis 1929.

## Histoire
Au XVIIe siècle, les faubourgs de Moulins, capitale du duché de Bourbon, se sont étendus au-delà de l'enceinte de la ville, le long des principaux axes. Il est donc décidé de construire une seconde enceinte pour englober ces faubourgs mais celle-ci ne sera jamais achevée, la paix étant revenue dans le royaume. Sa partie nord s'arrête alors à hauteur de la rue de Paris, n'étant pas prolongée jusqu'à l'Allier et deux tours sont alors dressées de part et d'autre de la route de Paris mais sans qu'elles semblent avoir été achevées (la tour Est sera détruite au cours du XIXe et la tour Ouest dont on peut encore voir la base, servira de glacière).
Jacques de Flesselles, intendant de la généralité de Moulins, décide néanmoins la création d'une porte symbolique pour marquer l'entrée de la ville avec l'édification de deux colonnes de pierre de chaque côté de la route de Paris. Les travaux débutent en juillet 1764, et s'achèvent l'année suivante, dirigés par le maçon Martin. La rue de Paris est alors une des plus importantes voies de Moulins, des auberges et des couvents s'y sont installés mais aussi des nobles qui y ont fait construire leur hôtel particulier comme l'hôtel Héron et dont une partie est accolée à la colonne Est de la porte de Paris. C'est la maison natale du maréchal de Villars (1653-1734).
Comme entrée symbolique dans la ville, les portes sont des lieux de manifestations lors d'arrivée ou de sorties de personnages importants. Moulins est alors traversée par la route royale reliant Paris à Lyon (qui correspondait à une portion de l'actuelle route nationale 7). Ainsi il semble que cela soit en 1771 que la première manifestation officielle eut lieu à la porte de Paris lorsque la princesse Marie-Joséphine de Savoie, fille de Victor-Amédée III quitte la ville (après y être entrée la veille par la porte de Lyon), étape sur sa route pour Versailles où elle va épouser Louis-Stanislas, comte de Provence, frère de Louis XVI et futur Louis XVIII. Elle fut escortée de la porte jusqu'à Villeneuve, la limite de la province bourbonnaise, par des cavaliers de la Reine et la maréchaussée. Deux ans plus tard, en 1773, une cérémonie similaire se déroula pour sa sœur, Marie-Thérèse de Savoie qui se rend à Versailles pour épouser un autre frère du roi, le comte d'Artois, futur Charles X. La milice bourgeoise lui rend les honneurs à son passage de la porte de Paris.
Sous la Révolution, en l'an II (1793-1794), les armoiries figurant sur les pilastres furent détruites.
La porte de Paris est inscrite comme Monument historique le 9 décembre 1929.
À la fin du XIXe et au début du XXe, comme le montrent les photographies et cartes postales de l'époque, les façades adjacentes à la porte de Paris, lorsque l'on entrait dans la ville (côté nord) servaient de support à des panneaux de réclames.